# Sylvirana maosonensis
Sylvirana maosonensis là một loài ếch trong họ Ranidae. Nó được tìm thấy ở Lào, Việt Nam, và có thể Trung Quốc.
Các môi trường sống tự nhiên của chúng là các khu rừng ẩm ướt đất thấp nhiệt đới hoặc cận nhiệt đới, rừng mây ẩm nhiệt đới và cận nhiệt đới, sông, đầm nước ngọt, và đầm nước ngọt có nước theo mùa. Nó không được xem là bị đe dọa theo IUCN.

## Hình ảnh

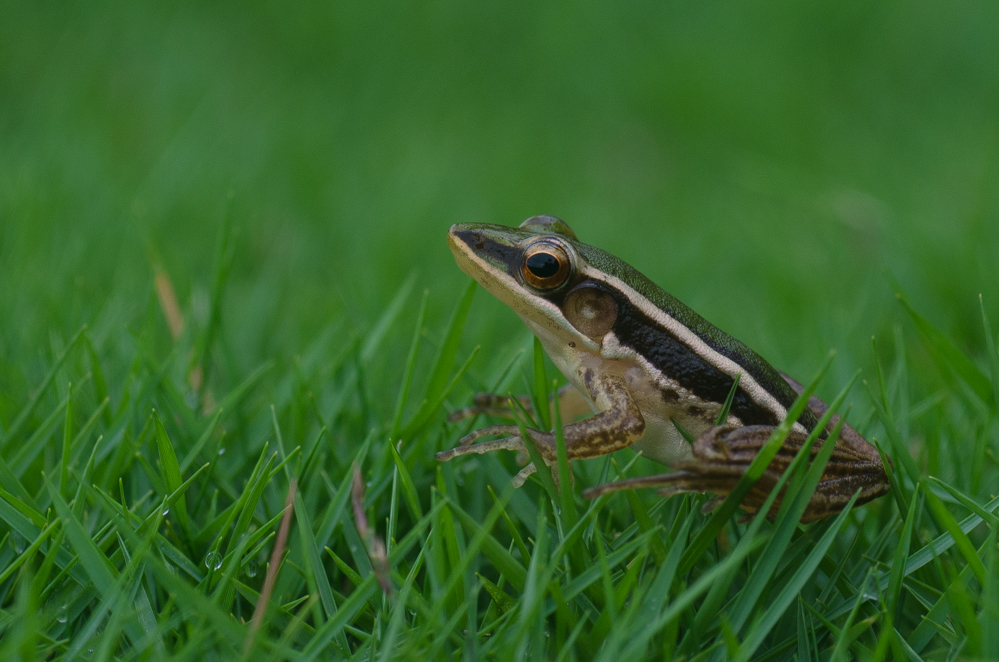